# Зография Барбоглу
Зографѝя Пасѝя - Ба̀рбоглу (на гръцки: Ζωγραφία Πασιά - Μπάρμπογλου) е гръцка художничка.

## Биография
Родена е в 1924 година в град Валовища, Гърция. Следва във Висшето училище за изящни изкуства в Атина от 1946 до 1949 година. След това прави две години следдипломна квалификация от 1956 до 1958 година в Националното висше училище за изящни изкуства в Париж при Жан Суверби, където представя творбите си в много групови изложби.
В 1972 година представя творбите си на Международното изложение в Монте Карло, а в 1988 година с голям успех произведенията ѝ се излагат в Москва. Членка е на Камарата на художниците.
Паралелно с развитието на техниката по живописта си, Зография твори богато в областта на илюстрациите за книги, учебници, приказки, както и ръчно изработени бижута. Творчеството ѝ се занимава с темата за жената и проблемите в обществото, които ежедневно стоят пред жената в Гърция и по света. Други теми в творбите ѝ са екологичните проблеми и други съвременни теми. Част от творчеството ѝ е вдъхновено от преживяванията ѝ докато е доброволка като милосърдна сестра по време на Гражданската война в Гърция.
Умира на 20 май 2022 година.